# 藤原公明
藤原 公明 （ふじわら の きんあき）は、鎌倉時代中期の公卿。藤原北家閑院流。大納言・藤原実家の次男。官位は従三位・非参議。

## 経歴
安徳朝の養和2年（1182年）叙爵。美作守、侍従、左近衛少将、左近衛中将を歴任し、建暦3年（1213年）従三位・非参議に任ぜられ、公卿に列する。建保6年（1218年）4月出家、同年7月6日薨去。

## 官歴
『公卿補任』による
- 養和2年（1182年） 3月11日：叙爵（従五位下）
- 寿永2年（1183年） 正月22日：従五位上
- 文治元年（1185年） 正月6日：正五位下。12月29日：美作守
- 建久5年（1194年） 正月30日：侍従
- 建久7年（1196年） 正月28日：左近衛少将
- 正治元年（1199年） 正月5日：従四位下。3月22日：左近衛少将
- 元久2年（1205年） 正月：従四位上
- 承元2年（1208年） 正月20日：左近衛中将
- 承元3年（1209年） 正月13日：正四位下
- 建暦3年（1213年） 正月13日：従三位、非参議
- 建保6年（1218年） 4月：出家。7月6日：薨去

## 系譜
- 父：藤原実家[3]
- 母：藤原憲方の娘[4]
- 妻：八条院女房西御方 - 松殿基房の娘[4]
  - 男子：藤原実忠[4]
- 生母不明の子女
  - 男子：藤原実遠[4]